# Заблоцкий, Войцех
Войцех Миколай Заблоцкий (пол. Wojciech Mikołaj Zabłocki; 6 декабря 1930, Варшава — 5 декабря 2020, Варшава) — польский архитектор и фехтовальщик-саблист, чемпион мира и призёр Олимпийских игр.

## Биография
Родился в 1930 году в Варшаве. В 1952 году принял участие в Олимпийских играх в Хельсинки, где в составе польской сборной занял 5-е место. В 1953 году стал бронзовым призёром чемпионата мира. В 1954 году окончил Архитектурный факультет Горно-металлургического института в Кракове, и в том же году завоевал серебряную медаль чемпионата мира. С 1955 года стал членом Союза польских архитекторов. В 1956 году стал серебряным призёром Олимпийских игр в Мельбурне. В 1957 и 1958 годах вновь становился бронзовым призёром чемпионатов мира, в 1959 году впервые стал чемпионом мира. В 1960 году стал серебряным призёром Олимпийских игр в Риме. В 1961 году завоевал золотую и бронзовую медали чемпионата мира, в 1962 и 1963 годах вновь становился чемпионом мира, в 1964 году стал бронзовым призёром Олимпийских игр в Токио.
В 1968 году защитил докторскую диссертацию, а в 1980 году прошёл хабилитацию.
Умер 5 декабря 2020 года за день до своего 90-летия.

## Семья
Войцех Заблоцкий женат на актрисе Алине Яновской. Их сын Михал стал телесценаристом.

## Избранная библиография
- Z workiem szermierczym po świecie (1962)
- Podróże z szablą (1965)
- Piórkiem i szablą (1982)
- Architektura dla potrzeb czynnej rekreacji w aglomeracjach miejskich (1968)
- Cięcia prawdziwą szablą (1989)
- Polskie sztuki walki. Miecz oburęczny i szabla husarska (2001)
- Walczę więc jestem (2006)
- Architektura (2007)
- Szable świata (2011)